# اسکامون بی (آلاسکا)
اسکامون بی (به انگلیسی: Scammon Bay) شهری در ناحیه سرشماری وید همپتون ایالت آلاسکا است که جمعیت آن در سرشماری سال ۲۰۰۰ میلادی ۴۶۵ نفر بوده‌است.